# Europees kampioenschap voetbal 2020 (Groep A) Turkije - Wales
Dit artikel gaat over de wedstrijd in de groepsfase in groep A tussen Turkije en Wales die gespeeld werd op woensdag 16 juni 2021 in het Olympisch Stadion te Bakoe tijdens het Europees kampioenschap voetbal 2020. Het duel was de veertiende wedstrijd van het toernooi.

## Voorafgaand aan de wedstrijd

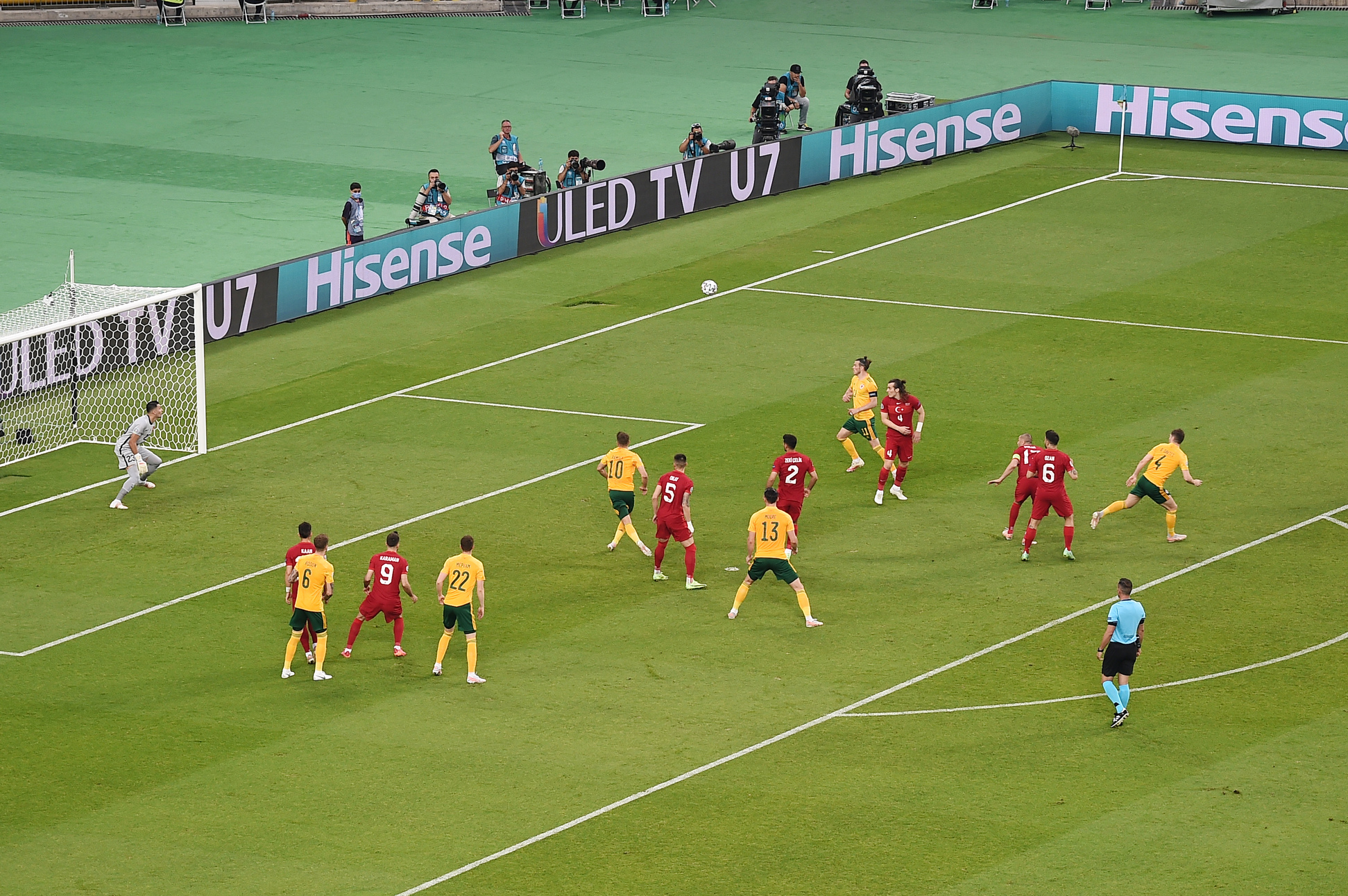
Turkije - Wales

- Turkije stond bij aanvang van het toernooi op de 29ste plaats van de FIFA-wereldranglijst.[1] Zeventien Europese landen en zestien EK-deelnemers stonden boven Turkije op die lijst. Wales was op de zeventiende plek terug te vinden.[2] Wales kende elf Europese landen en EK-deelnemers die een hogere positie op de ranglijst hadden.
- Turkije en Wales troffen elkaar voor deze wedstrijd al zes keer. Turkije won tweemaal, Wales zegevierde drie keer en één keer eindigde het duel onbeslist. Nooit eerder speelden deze landen op een EK- of WK-eindronde tegen elkaar.
- Voor Turkije was dit haar vijfde deelname aan een EK-eindronde en de tweede op rij. De beste prestatie was het bereiken van de halve finales op het EK 2008. Wales nam voor een tweede keer deel aan een EK-eindronde, en wel op rij. Op het EK 2016 werden de halve finales bereikt.
- In de eerste speelronde van de EK-groepsfase verloor Turkije met 0–3 van Italië. Wales speelde met 1–1 gelijk tegen Zwitserland.

## Wedstrijdgegevens[3]
| Datum                  | 16 juni 2021                                                                                         | 16 juni 2021                                                                                         |
| Aftrap                 | 18:00 uur                                                                                            | 18:00 uur                                                                                            |
| Wedstrijdnummer        | 14                                                                                                   | 14                                                                                                   |
| Stadion                | Olympisch Stadion, Bakoe                                                                             | Olympisch Stadion, Bakoe                                                                             |
| Toeschouwers           | 19.762                                                                                               | 19.762                                                                                               |
| Scheidsrechter         | Artur Soares Dias                                                                                    | Artur Soares Dias                                                                                    |
| Assistenten            | Rui Tavares Paulo Soares                                                                             | Rui Tavares Paulo Soares                                                                             |
| Vierde official        | Bartosz Frankowski                                                                                   | Bartosz Frankowski                                                                                   |
| Videoscheidsrechters   | João Pinheiro François Letexier (assistent) Iñigo Prieto (assistent) Alejandro Hernández (assistent) | João Pinheiro François Letexier (assistent) Iñigo Prieto (assistent) Alejandro Hernández (assistent) |
| Man van de wedstrijd   | Gareth Bale                                                                                          | Gareth Bale                                                                                          |
|                        | Turkije                                                                                              | Wales                                                                                                |
| Doelpunten             | 0 | 2 |
| Gele kaarten           | 2 | 2 |
| Rode kaarten           | 0 | 0 |
| Wissels                | 5 | 3 |
| Schoten op doel        | 5 | 7 |
| Schoten naast doel     | 5 | 5 |
| Overtredingen          | 18                                                                                                   | 8 |
| Hoekschoppen           | 10                                                                                                   | 7 |
| Buitenspel             | 1 | 0 |
| Passnauwkeurigheid (%) | 84                                                                                                   | 77                                                                                                   |
| Balbezit (%)           | 56                                                                                                   | 44                                                                                                   |

| Turkije | 0 – 2           | Wales |
| | goals (assists) | 42' Aaron Ramsey (Gareth Bale) 61' (pen.) Gareth Bale 90+5' Connor Roberts (Gareth Bale)                                                            |
| Şenol Güneş | bondscoach      | Rob Page |
| Uğurcan Çakır Zeki Çelik Kaan Ayhan Çağlar Söyüncü Umut Meraş 72' Okay Yokuşlu 46' Hakan Çalhanoğlu Ozan Tufan 46' Kenan Karaman 75' Cengiz Ünder 83' Burak Yılmaz | opstellingen    | Danny Ward Connor Roberts Chris Mepham Joe Rodon Ben Davies Joe Morrell 73' Joe Allen Gareth Bale 85' Aaron Ramsey 90+4' Daniel James Kieffer Moore |
| Merih Demiral 46' Yusuf Yazıcı 46' Mert Müldür 72' Halil Dervişoğlu 75' İrfan Can Kahveci 83'                                                                      | wissels         | 73' Ethan Ampadu 85' Harry Wilson 90+4' Neco Williams                                                                                               |
| Burak Yılmaz 90+2' Hakan Çalhanoğlu 90+2' | gele kaarten    | 90+2' Chris Mepham 90+2' Ben Davies |
| | rode kaarten    | |